# Francesco Colonnese
Francesco Colonnese (né le 10 août 1971 à Potenza, en Basilicate) est un footballeur italien, évoluant au poste de défenseur.

## Carrière
| saison  | club                | pays   |
| ------- | ------------------- | ------ |
| 1989-90 | Potenza Calcio      | Italie |
| 1990-91 | Potenza Calcio      | Italie |
| 1991-92 | Giarre Calcio       | Italie |
| 1992-93 | US Cremonese        | Italie |
| 1993-94 | US Cremonese        | Italie |
| 1994-95 | AS Rome             | Italie |
| 1995-96 | SSC Naples          | Italie |
| 1996-97 | SSC Naples AS Rome  | Italie |
| 1997-98 | AS Rome             | Italie |
| 1998-99 | AS Rome Inter Milan | Italie |
| 1999-00 | Inter Milan         | Italie |
| 2000-01 | Lazio Rome          | Italie |
| 2001-02 | Lazio Rome          | Italie |
| 2002-03 | Lazio Rome          | Italie |
| 2003-04 | Lazio Rome          | Italie |
| 2004-05 | AC Sienne           | Italie |
| 2005-06 | AC Sienne           | Italie |

## Sélections
- International -21 ans avec l'Italie espoirs entre 1993 et 1994.

## Palmarès
- 1 Coupe d'Italie : 2003-04 SS Lazio
- 1 Supercoupe d'Italie : 2000 SS Lazio
- 1 Coupe de l'UEFA : 1997-98 Inter Milan